# Amphoe Bang Khonthi
Amphoe Bang Khonthi  (Thai: อำเภอบางคนที) ist ein Landkreis (Amphoe) der Provinz Samut Songkhram in der Zentralregion von Thailand.

## Geographie
Der Landkreis liegt am nordwestlichen Rand des Bay of Bangkok.
Benachbarte Distrikte (von Osten im Uhrzeigersinn): die Amphoe Mueang Samut Songkhram und Amphawa der Provinz Samut Songkhram sowie die Amphoe Wat Phleng, Mueang Ratchaburi und Damnoen Saduak der Provinz Ratchaburi.
Der Mae Nam Mae Klong (Mae-Klong-Fluss) fließt durch den Landkreis.

## Geschichte
Im Jahr 1913 wurde Bang Khonthi um das Gebiet von Mae Nam Om vergrößert; bis dato in Ratchaburi wurde es gleichzeitig Samut Songkhram unterstellt.
1914 wurde der Distrikt von Si Muen (สี่หมื่น) in Bang Konthi umbenannt.

## Sehenswürdigkeiten

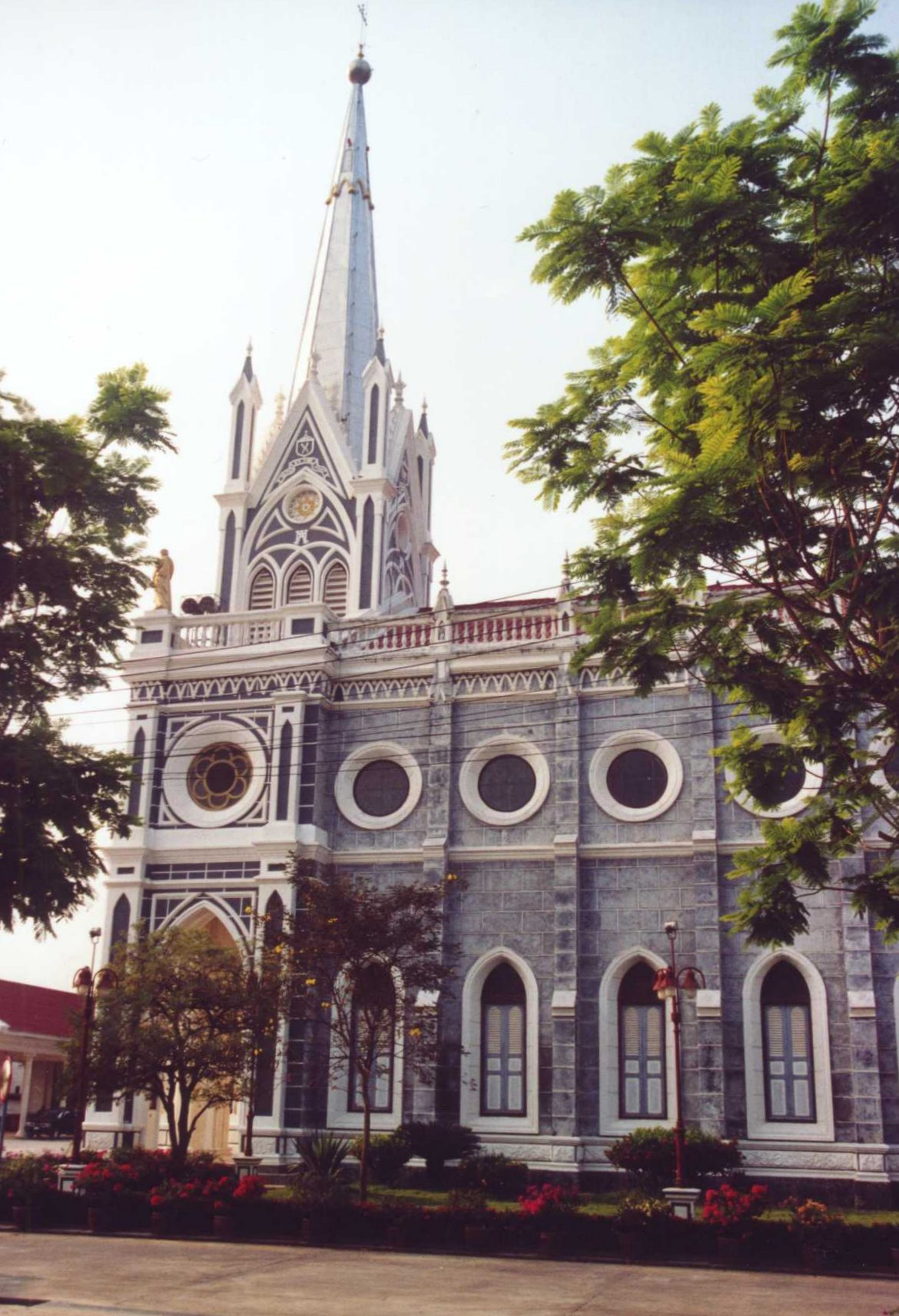
Kathedrale Mariä Geburt

Khai Bang Kung ist ein ehemaliges Fort der Navy, welches in der späten Ayutthaya- und der Thonburi-Periode von großer Bedeutung war. Nachdem es dann für fast 200 Jahre dem Verfall preisgegeben war, renovierte im Jahre 1967 eine Gruppe der thailändischen Boy Scouts das Gebiet und eine Statue für König Taksin wurde aufgestellt.
Der wichtigste buddhistische Tempel (Wat) ist Wat Charoen Sukharam Worawihan. In seinem Ubosot wird eine Buddha-Statue namens Luang Pho Toa hoch verehrt.
In Bang Nok Khwaek liegt das Zentrum des römisch-katholischen Bistums Ratchaburi. Die Kathedrale Mariä Geburt wurde 1890 in französisch-gotischem Stil erbaut.
Der Traditionelle Schwimmende Markt von Bang Nok Khwaek in der Nähe des King Rama II Memorial Park ist am Wochenende und an Feiertagen ganztägig geöffnet.

## Verwaltung

### Provinzverwaltung
Der Landkreis Bang Khonthi ist in 13 Tambon („Unterbezirke“ oder „Gemeinden“) eingeteilt, die sich weiter in 101 Muban („Dörfer“) unterteilen.
| Nr.  | Name            | Thai       | Muban | Einw. |
| ---- | --------------- | ---------- | ----- | ----- |
| 01.  | Kradang-nga     | กระดังงา    | 13    | 5.683 |
| 02.  | Bang Sakae      | บางสะแก    | 07    | 2.036 |
| 03.  | Bang Yi Rong    | บางยี่รงค์    | 10    | 1.855 |
| 04.  | Rong Hip        | โรงหีบ      | 09    | 2.190 |
| 05.  | Bang Khonthi    | บางคนที     | 09    | 2.374 |
| 06.  | Don Manora      | ดอนมะโนรา  | 08    | 4.214 |
| 07.  | Bang Phrom      | บางพรม     | 08    | 2.791 |
| 08.  | Bang Kung       | บางกุ้ง      | 07    | 1.643 |
| 09.  | Chom Pluak      | จอมปลวก    | 07    | 3.300 |
| 010. | Bang Nok Khwaek | บางนกแขวก  | 07    | 1.367 |
| 011. | Yai Phaeng      | ยายแพง     | 05    | 1.550 |
| 012. | Bang Krabue     | บางกระบือ   | 05    | 1.971 |
| 013. | Ban Pramot      | บ้านปราโมทย์ | 06    | 1.829 |

### Lokalverwaltung
Es gibt vier Kommunen mit „Kleinstadt“-Status (Thesaban Tambon) im Landkreis:
- Bang Yi Rong (Thai: เทศบาลตำบลบางยี่รงค์) bestehend aus dem kompletten Tambon Bang Yi Rong.
- Bang Krabue (Thai: เทศบาลตำบลบางกระบือ) bestehend aus dem kompletten Tambon Bang Krabue.
- Kradang-nga (Thai: เทศบาลตำบลกระดังงา) bestehend aus Teilen des Tambon Kradang-nga.
- Bang Nok Khwaek (Thai: เทศบาลตำบลบางนกแขวก) bestehend aus dem kompletten Tambon Bang Nok Khwaek und Teilen des Tambon Bang Khonthi.

Außerdem gibt es sieben „Tambon-Verwaltungsorganisationen“ (องค์การบริหารส่วนตำบล – Tambon Administrative Organizations, TAO)
- Kradang-nga (Thai: องค์การบริหารส่วนตำบลกระดังงา) bestehend aus Teilen des Tambon Kradang-nga.
- Bang Sakae (Thai: องค์การบริหารส่วนตำบลบางสะแก) bestehend aus den kompletten Tambon Bang Sakae, Ban Pramot.
- Rong Hip (Thai: องค์การบริหารส่วนตำบลโรงหีบ) bestehend aus den kompletten Tambon Rong Hip, Bang Kung.
- Bang Khonthi (Thai: องค์การบริหารส่วนตำบลบางคนที) bestehend aus dem kompletten Tambon Yai Phaeng und Teilen des Tambon Bang Khonthi.
- Don Manora (Thai: องค์การบริหารส่วนตำบลดอนมะโนรา) bestehend aus dem kompletten Tambon Don Manora.
- Bang Phrom (Thai: องค์การบริหารส่วนตำบลบางพรม) bestehend aus dem kompletten Tambon Bang Phrom.
- Chom Pluak (Thai: องค์การบริหารส่วนตำบลจอมปลวก) bestehend aus dem kompletten Tambon Chom Pluak.